# Comté de Leonora
Pour les articles homonymes, voir Leonora.
Le Comté de Leonora est une zone d'administration locale au sud de l'Australie-Occidentale en Australie. Le comté est situé à 240 kilomètres au nord de Kalgoorlie et à 830 km à l'est Perth, la capitale de l'État. 
Le centre administratif du comté est la ville de Leonora.
Le comté est divisé en un certain nombre de localités:
- Leonora,
- Agnew,
- Lake Darlot,
- Lawlers,
- Leinster,
- Mount Malcolm,
- Murrin Murrin,
- Sir Samuel,

Le comté a 9 conseillers locaux et est  divisé en 2 circonscriptions
- North ward (5 conseillers)
- South ward (4 conseillers).